# Heusden Koers 1953
De 7e editie van de Belgische wielerwedstrijd Heusden Koers werd verreden op 11 augustus 1953. De start en finish vonden plaats in Heusden. De winnaar was Marcel Hendrickx, gevolgd door Jean Adriaensens en Firmin Bral.

## Uitslag
| Heusden Koers 1953 |                  |                 |       |
| Plaats             | Naam             | Ploeg           | Tijd  |
| Winnaar            | Marcel Hendrickx | Plume Sport     | 4u10' |
| 2                  | Jean Adriaensens | Plume-Vainqueur | z.t.  |
| 3                  | Firmin Bral      | Plume-Vainqueur | + 15" |

1929 · 1930-1935 · 1936 · 1937 · 1938 · 1939 · 1952 · 1953 · 1954 · 1955 · 1956 · 1957 · 1958 · 1959 · 1960 · 1961 · 1962 · 1963 · 1964 · 1965 · 1966 · 1967 · 1968 · 1969 · 1970 · 1971 · 1972 · 1973 · 1974 · 1975 · 1976 · 1977 · 1978 · 1979 · 1980 · 1981 · 1982 · 1983 · 1984 · 1985 · 1986 · 1987 · 1988 · 1989 · 1990 · 1991 · 1992 · 1993 · 1994 · 1995 · 1996 · 1997 · 1998 · 1999 · 2000 · 2001 · 2002 · 2003 · 2004 · 2005 · 2006 · 2007 · 2008 · 2009 · 2010 · 2011 · 2012 · 2013 · 2014 · 2015 · 2016 · 2017 · 2018 · 2019 · 2020 · 2021 · 2022 · 2023